# Salvador Canals Frau
Salvador Canals Frau (Sóller, 28 de maig de 1893 - Olivos, 5 de febrer de 1958), fou un etnòleg, antropòleg i americanista espanyol radicat a l'Argentina, que es va especialitzar en l'estudi de la prehistòria d'Amèrica.
Va realitzar els seus estudis a Frankfurt i posteriorment es va radicar a l'Argentina, on va ser professor de les universitats de Buenos Aires i Cuyo. Va fundar a Mendoza l'Institut d'Etnologia Americana.
El 1950, va ser un dels primers antropòlegs a sostenir la hipòtesi del poblament d'Amèrica en múltiples orígens, corrents i rutes, assenyalant almenys quatre com les decisives, contra la llavors dominant teoria de l'ingrés per Beríngia d'Aleš Hrdličca. El 12 de gener de 1948.
Les seves tres obres principals van ser els llibres Prehistòria d'Amèrica (1950), Les poblacions indígenes de l'Argentina (1953) i Les civilitzacions prehispàniques d'Amèrica (1955).
Casat amb Marga Vicens, van ser pares de tres fills. El Museu Arqueològic de la Universitat Nacional de Cuyo porta el seu nom.